# Leonid Kučma
Leonid Danylovyč Kučma (ukrajinsky Леонід Данилович Кучма; * 9. srpna 1938, Čajkyne, Černihivská oblast) je ukrajinský politik, v letech 1994–2005 působil jako prezident Ukrajiny.
Kučma je ženatý a má jednu dceru.

## Biografie

### Mládí
Kučma studoval Dněpropetrovskou národní univerzitu a v roce 1960 absolvoval obor strojní inženýrství (specializace letecké inženýrství). V roce 1960 vstoupil do Komunistické strany Sovětského svazu. Po ukončení studia pracoval v oboru raketového inženýrství v konstrukční kanceláři Južnoje v Dněpropetrovsku. Ve 28 letech se stal ředitelem testování v úřadu, který byl dislokován na kosmodromu Bajkonur.
Po osamostatnění Ukrajiny se angažoval v politice jako nestraník a umírněný reformátor. Mnozí badatelé však tvrdí, že na tomto politickém vzestupu má zásluhu jeho svatba s Ljudmylou Tumanovovou, dcerou tamějšího předáka KSSS.
V letech 1992–1993 zastával úřad předsedy vlády. Když parlament zablokoval jeho reformní program, podal Kučma dobrovolně demisi.
V mládí byl Kučma amatérským hráčem na kytaru a rád hrál karty. Zajímal se také o ukrajinskou historii a napsal knihu Ukrajina není Rusko (ukrajinsky Україна – не Росія).

### Prezident
Leonid Kučma zvítězil v předčasných prezidentských volbách v roce 1994. Zvítězil především díky svému programu posílení ekonomiky obnovením ekonomických styků s Ruskem a plánovanému zavedení dalších ekonomických změn vedoucích k tržnímu hospodářství. Za jeho volebního období byla provedena privatizace, ovšem mnohé reformy nebyly provedeny dokonale. Ekonomická situace se stabilizovala až během měnové reformy v roce 1996, země však stále trpěla rozsáhlou úřední a politickou korupcí, organizovaným zločinem i vysokou individuální kriminalitou a nedostatkem politické kultury i právního vědomí ve všech vrstvách. Navzdory ekonomickým reformám se Kučma snažil uzákonit mnohé změny přisuzující více pravomocí prezidentovi, avšak ty byly zamítnuty ústavním soudem.
Ve druhém kole prezidentských voleb v roce 1999 zvítězil těsně před lídrem komunistů Petrem Symonenkem, a byl tedy zvolen i na druhé volební období. Hlas mu dali pravděpodobně i jeho odpůrci ve snaze zabránit komunistickému kandidátovi získat převahu hlasů.
Kučmova politika byla spojena též s některými nedemokratickými kroky. V roce 2000 byla uveřejněna kazetová nahrávka, na které údajný Kučmův hlas dává nepřímo podnět k vraždě opozičního novináře gruzínského původu Georgije Gongadzeho, který toho roku zmizel. Jeho tělo bylo nalezeno téhož roku později. Dodnes není nic prokázáno a Kučma pravost záznamu a vše s tím související popírá. Tato kauza vyvolala řadu demonstrací proti Kučmovi.
Kučma byl mimo to podezírán z potlačování svobody tisku a hrál klíčovou roli při rozpuštění vládního kabinetu prozápadního premiéra Viktora Juščenka v roce 2001.
Viktor Juščenko se však stal jeho nástupcem v prezidentské funkci v roce 2004 (viz Oranžová revoluce). Ústavní soud sice dovolil Kučmovi ucházet se o prezidentský úřad potřetí, toho se však později sám vzdal. V těchto prezidentských volbách podporoval Kučma proruského kandidáta Viktora Janukovyče.

### Pozdější život
V letech 2015–2018 figuroval jako ukrajinský mírový vyjednavač při řešení konfliktu v Ruskem podporovaných separatistických republikách v Donbasu. V roce 2022 odsoudil ruskou invazi na Ukrajinu a vyjádřil přesvědčení, že Ukrajina nakonec zvítězí.

## Vyznamenání
- Leninova cena – Sovětský svaz, 1981
- Státní cena Ukrajiny v oblasti vědy a techniky – Ukrajina, 1993 – za vývoj výrobní technologie a rozvoj sériové výroby velkokapacitních osobních trolejbusů řady UMZ-T[1]
- Řád rudého praporu práce – Sovětský svaz, 1976
- velkokříž s řetězem Řádu zásluh o Italskou republiku – Itálie, 3. května 1995[2]
- velkokříž Řádu Vitolda Velikého – Litva, 20. září 1996 – za zásluhy o rozvoj přeshraničních vztahů mezi Ukrajinou a Litvou a za přátelskou spolupráci mezi národy[3]
- řádový řetěz Řádu za občanské zásluhy – Španělsko, 4. října 1996[4]
- Řád bílé orlice – Polsko, 16. května 1997[5]
- velkohvězda Čestného odznaku Za zásluhy o Rakouskou republiku – Rakousko, 1998[6]
- Řád za vynikající zásluhy – Uzbekistán, 1998
- velkokříž s řetězem Řádu prince Jindřicha – Portugalsko, 16. dubna 1998[7]
- velkokříž Řádu litevského velkoknížete Gediminase – Litva, 4. listopadu 1998[3]
- Řád Istiglal – Ázerbájdžán, 6. srpna 1999 – za velké úspěchy v rozvoji přátelství a spolupráce mezi Ukrajinou a Ázerbájdžánem a za hodnotnou práci při rozšiřování strategického partnerství obou zemí[8]
- Řád zlatého orla – Kazachstán, 7. září 1999 – za vynikající osobní přínos k posílení tradičních vztahů přátelství a bratrství mezi národy Kazachstánu a Ukrajiny a za stálou snahu rozšířit komplexní a vzájemně prospěšnou spolupráci
- velkokříž s řetězem Řádu rumunské hvězdy – Rumunsko, 2000[9]
- Řád republiky – Moldavsko, 8. srpna 2003 – jako projev hlubokého uznání zvláštního přínosu k rozvoji vztahů přátelství a spolupráce mezi Ukrajinou a Moldavskem[10]
- Královský rodinný řád Bruneje I. třídy – Brunej, 2004
- Řád za zásluhy o vlast I. třídy – Rusko, 20. dubna 2004 – za velký osobní přínos k posílení přátelství a spolupráce mezi národy Ruska a Ukrajiny[11]
- Výroční medaile 25 let nezávislosti Ukrajiny – Ukrajina, 19. srpna 2016
- Medaile Astana – Kazachstán

## Fotogalerie

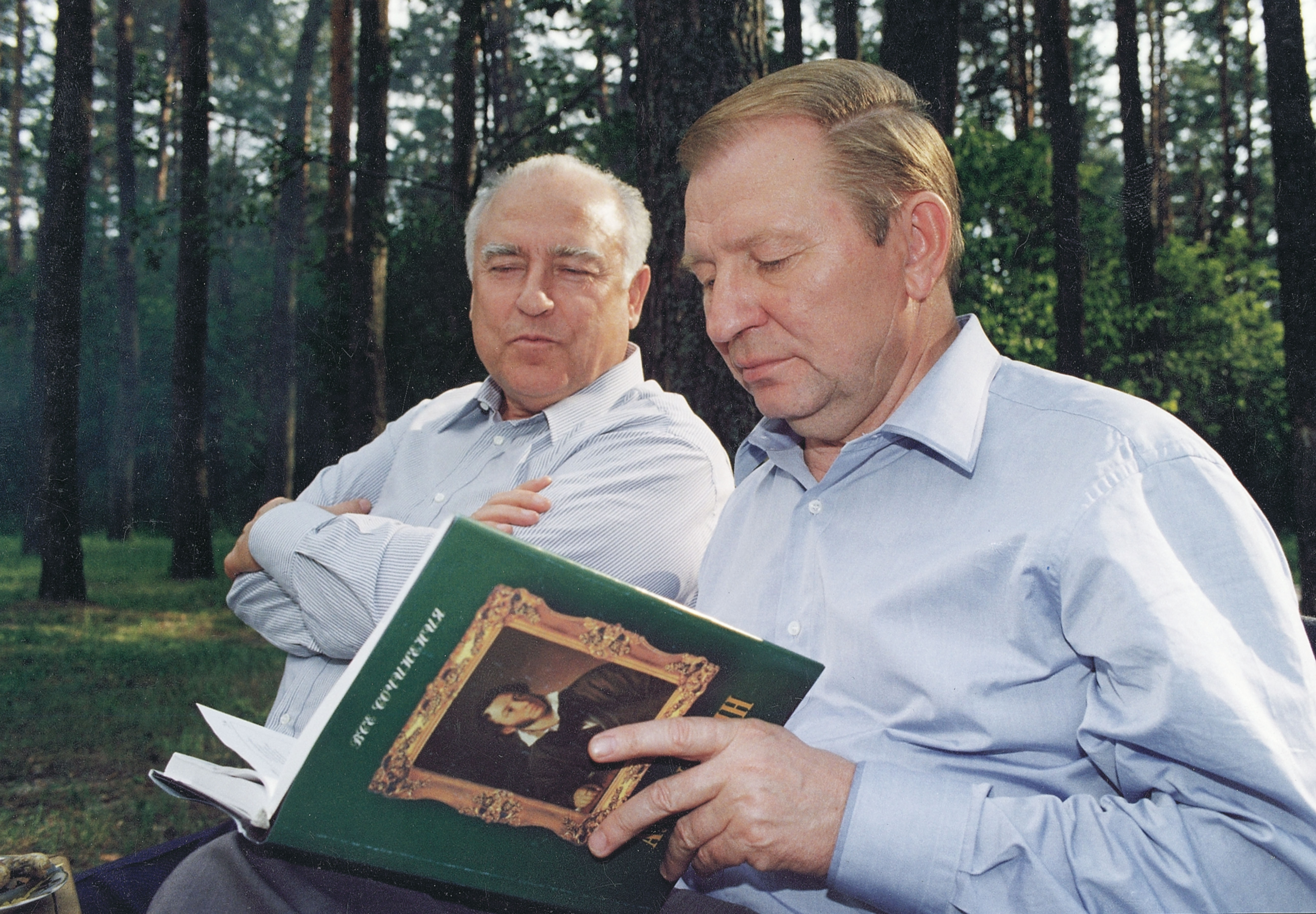
Zleva: Viktor Černomyrdin a Leonid Kučma listující v Puškinovi (Kyjev, 1999)
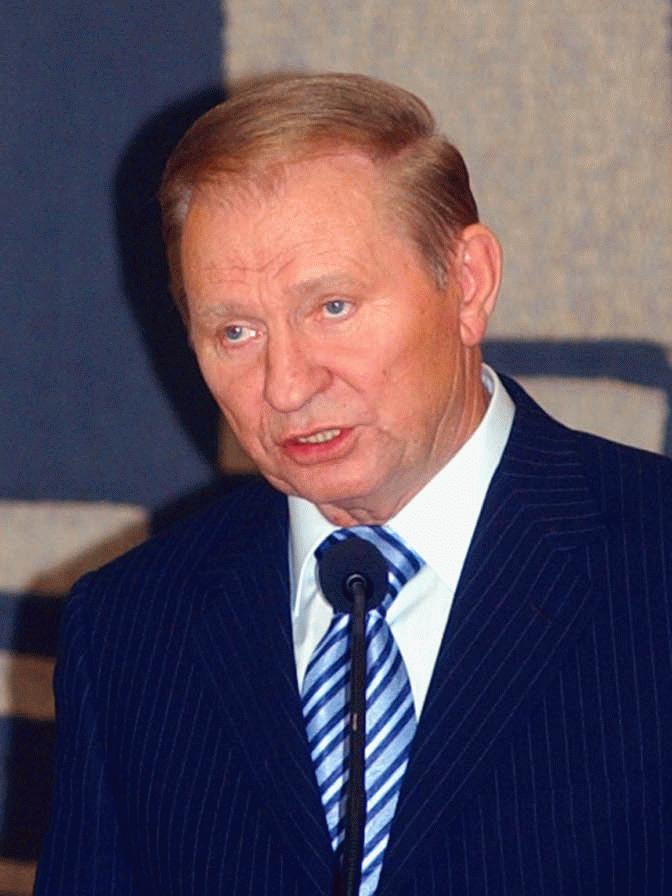
Leonid Kučma